# Mais le docteur est d'or
Mais le docteur est d'or (titre original : Gold) est un recueil de nouvelles d'Isaac Asimov, paru en 1995 aux États-Unis et en 1996 en France. Ce recueil posthume ne contient que des nouvelles n'ayant jamais été réunies en recueil et pour certaines n'ayant jamais été publiées. La dernière nouvelle de l'ouvrage, intitulée Un sujet en or (Gold), lui valut le prix Hugo de la meilleure nouvelle longue 1992.

## Nouvelles
- Cal ((en) Cal, 1990)
- De gauche à droite ((en) Left to Right, 1987)
- Frustration ((en) Frustration, 1991)
- Hallucination ((en) Hallucination, 1995)
- Instabilité ((en) The Instability, 1989)
- Alexandre le tout-puissant ((en) Alexander the God, 1995)
- Dans le canyon ((en) In the Canyon, 1990)
- Adieu à la Terre ((en) Good-bye to Earth, 1989)
- Chant de guerre ((en) Battle-hymn, 1995)
- Feghoot et les sentences ((en) Feghoot and the Courts, 1995)
- L'Intransigeant ((en) Fault-intolerant, 1990)
- Petit frère ((en) Kid Brother, 1990)
- Les Nations de l'espace ((en) The Nations in Space, 1995)
- Le Sourire du chipsé ((en) The Smile of the Chipper, 1989)
- Un sujet en or ((en) Gold, 1991)[1]

Ce recueil contient également des articles d'Isaac Asimov.